# Miss Mundo 1967
Miss Mundo 1967 foi a 17ª edição do concurso de beleza feminino de Miss Mundo. O certame idealizado pelo gerente de vendas publicitárias da Mecca Leisure Group, Eric Douglas Morley, foi realizado no dia 16 de novembro de 1967. Tendo como palco o Lyceum Theatre, o concurso reuniu cinquenta e cinco (55) candidatas - quatro a mais que no ano anterior - de diferentes países. A vencedora do certame foi a representante do Peru, Madeleine Hartog Bell, coroada por sua antecessora, a Miss Mundo 1966, Reita Faria.

## Concurso

### Livro
Quando o concurso Miss Mundo 1966 foi concluído, dois jornalistas se aproximaram de Eric Morley e perguntaram por que ele não estava escrevendo um livro contando a história do concurso. Até aquele momento, o organizador publicava uma vez por ano a revista oficial ou "Program Book" do concurso, mas estava claro que não era possível capturar todas as histórias sobre os dezessete anos do concurso. Então, pensando melhor, ele aceitou a ideia e, a partir do final de 1966, começou a escrever seu livro autobiográfico intitulado "The Miss World Story", que finalmente foi publicado e apresentado à mídia em 19 de outubro de 1967, no Waldorf Hotel, com a presença de inúmeras rainhas da beleza, incluindo a Miss Mundo 1961, Rosemarie Frankland e Miss Mundo 1959, Corine Rottschäfer.

### Nações ausentes
Em 1967, o concurso tinha 74 diretores  no mesmo número de países e territórios, embora outros cinco decidissem não continuar enviando representantes para o certame (Uruguai, Paraguai, Rodésia, Taiti e Senegal). A primeira vítima oficial foi novamente a Miss Espanha, Francisca "Paquita" Delgado Sánchez, pela presença da candidata de Gibraltar no concurso. Nas Bahamas, Jordânia, Libéria e Singapura, nenhum concurso nacional de beleza foi realizado naquele ano, enquanto na Colômbia e Tailândia nenhuma representante foi selecionada naquele momento. De acordo com o "Program Book" até 30 de outubro, a participação de 65 países havia sido confirmada. A candidata do Ceilão, Seedevi de Zoysas Tewaitta Ragama, recusou-se a viajar para Londres, de modo que, no último minuto, em 9 de novembro, os seus diretores registraram Therese Fernando, residente na Inglaterra, como substituição.

### Índia se retira
A vencedora do tradicional "Eve's Weekly Miss India", Naqi Jehan Ali, teve seu direito de competir no concurso Miss Mundo caçado por ordem do governo indiano. A vencedora da competição mundial no ano anterior foi Reita Faria, uma estudante de medicina que irritou seu governo visitando o Vietnã. Reita não visitava seu país desde a vitória. Ela decidiu ir ao Vietnã com o show de Bob Hope durante o Natal e as celebrações na Índia por sua vitória se transformarem em tumultos. Ela foi atacada nos jornais e na televisão por ir contra a atitude neutra da Índia em relação à Guerra do Vietnã. Desde então, ela havia contratado um advogado americano e estava atualmente no Quênia. Um porta-voz de Meca, organizadores do concurso, disse: "Esperamos uma Miss Índia. Não ouvimos nada deles. Eles simplesmente nos ignoraram". O alto comissário daquele país em Londres não comentou, mas um membro da equipe revelou que o governo havia proibido a indiana de participar do concurso. Desde que chegou em Londres, ela tentou se ocidentalizar "Ela foi muito mal educada e não podíamos arriscar que isso acontecesse novamente", disse o oficial hindu.

### Favoritas e controvérsias
A mídia começou a destacar as representantes da Suécia, Reino Unido, África do Sul, Estados Unidos, França e Tchecoslováquia como favoritas. Eles também promoveram positivamente as africanas, já que foi a primeira vez na história do concurso que um grande grupo de meninas do continente negro participou. Uganda disse que foi uma boa ideia e que a participação de tantas africanas na disputa poderia trazer publicidade positiva ao continente.
O concurso, que nunca foi conhecido por sua tranquilidade, foi novamente envolvido em uma controvérsia. Foi uma disputa entre duas senhoritas francesas. Enquanto a oficial Miss França, Jeanne Beck, protestava contra seu direito de ser a representante daquele país no concurso, outra garota, Carole Noe, uma estudante de teatro de 19 anos, havia chego em Londres como representante daquele país. Embora a Srtª. Beck tenha ameaçado comparecer ao local com seus advogados e os organizadores do concurso francês ameaçaram não enviar mais concorrentes, Morley defendeu a presença da Srtª. Noe desde que ela havia sido oficialmente inscrita no concurso por seus patrocinadores franceses.
Outra controvérsia surgiu com a representante da Gana. O sennhor I.K. Bolson, secretário geral da "Agência Internacional de Promoções para Entretenimento" daquele país africano, denunciou que eles tinham um contrato assinado com Meca para serem os diretores que enviariam um representante de seu país para a competição britânica, no entanto, a revista "Flamingo" usurparam os direitos e, sem autorização, organizaram um concurso em que a senhorita Araba Martha Vroon foi eleita como "Miss Mundo Gana 1967". O secretário disse que não hesitaria em tomar medidas legais contra a Meca se eles aceitassem a participação de Vroon no evento e que ele havia enviado um telegrama a organização com essa imposição.
A Miss Mundo reinante, Reita Faria, da Índia, ameaçou boicotar a coroação de sua sucessora devido a uma nova briga com os organizadores. "Não vou coroar a nova titular até que eles me paguem o restante do dinheiro que me devem", disse Faria, que afirmou que a Meca Promotions lhe devia a quantia de 3.000 libras. "Tudo o que o Miss Mundo trouxe para mim foi angústia e desorganização", disse a beldade. "Ganhei 13.000 libras durante o ano e quase tudo foi em passagens aéreas, hotéis e coisas assim. Tenho vergonha de admitir, mas a única coisa que resta no banco são 500 libras". Morley respondeu dizendo que seu contrato incluía que ela deveria coroar sua sucessora. "Mas se ela não quiser fazer isso, teremos que fazer outros arranjos", disse ele. Sobre o dinheiro, ele disse que não era devido, porque ela havia aceitado trabalhos que ela não deveria ter feito e que ele não estava ciente de sua situação. E se ela tivesse apenas 500 libras no banco, não era culpa de Meca, mas dela própria.

### Candidatas doentes
Um problema de proporções internacionais preocupou os médicos e organizadores do concurso em 15 de novembro. Doze das belezas que participaram do concurso adoeceram e pelo menos duas tiveram participação comprometida nas finais. A primeira a ficar doente foi Miss Grécia, que caiu na cama com amigdalite. A Miss África do Sul ficou doente depois de chegar da Câmara dos Comuns e depois a Miss Portugal, que desmaiou em um corredor de hotel com uma queixa gástrica e uma temperatura alta. Outras que estavam com dor de estômago, mas nada sério, foram as misses do Líbano, Nova Zelândia, Dinamarca, Miss Coreia e Itália. Logo depois, mais quatro ficaram doentes: Miss Finlândia (que entrou em colapso durante o ensaio e teve que ser levada de volta ao hotel), Miss México, Miss Suíça e Miss Suécia. "Acho que pode ser a mudança de clima e comida. Espero me sentir melhor no concurso, mas minha garganta dói muito", disse a mexicana. A sueca reclamou de problemas renais recorrentes. "É muito angustiante. Mas eles estão recebendo os melhores cuidados médicos. O concurso deve continuar conforme o programado", disse Eric Morley, organizador do concurso desde 1951, que atribuiu as doenças a problemas de aclimatação e disse que achava que as meninas estariam prontas para as finais.

### Favoritas
Miss África do Sul, Miss Reino Unido e Miss Suécia foram as favoritas das casas de apostas na véspera do concurso. Depois de estudar as beldades, o jornalista jamaicano Raymond Palmer, do jornal The Gleaner, disse que suas sete finalistas seriam as candidatas do Peru, Checoslováquia, Alemanha, Suécia, Israel, Japão e Jamaica. A casa de apostas William Hill, de Londres, uma das maiores da Grã-Bretanha, citou a Miss África do Sul e a Miss Reino Unido como as favoritas com uma probabilidade de 5-1.
A casas de apostas Joe McKee, que administra um escritório de apostas em Belfast e faz um livro sobre o evento há cinco anos, disse: "Os preços são baseados em fotografias de jornais, na publicidade que recebem e nos comentários dos jornalistas que cobrem o concurso. Então, quando o dinheiro começa a chegar, ajustamos as probabilidades para que o peso das apostas determine com que probabilidades uma garota é cotada". Ele citava a sul-africana com 5-1 como favorita, a sueca com 6-1 e em terceiro a anfitriã britânica com 7-1.
Para o jornalista Don Short do Daily Mirror, seus favoritos eram da Guiana, África do Sul e Reino Unido. A casa de apostas Grand International deu a seguinte perspectiva de favoritismo: África do Sul e Reino Unido com 6-1. Com 7-1 estava a Suécia e com 8-1 a Alemanha.

### Final
Após a introdução das 15 semifinalistas em seus vestidos e enquanto as meninas trocavam de maiô, o grupo espanhol "Los Zafiros" se apresentaram, o grupo era composto por Alberto Martín, Pepe Pazos e Ricardo Ogando, que animaram a platéia com algumas músicas. Posteriormente, Simon Dee convocou as 15 semifinalistas para o desfile em trajes de banho, e depois subiram ao palco todas juntas e posaram em grupos para que os juízes pudessem fazer sua avaliação. Imediatamente, Michael Aspel apareceu no palco para anunciar as 7 finalistas e, conforme ele as chamava, foi entrevistando-as brevemente. Eles eram: Argentina, Tchecoslováquia, Alemanha, Guiana, Israel, Peru e Reino Unido.
A candidata argentina falava em espanhol, a tcheca em sua língua nativa e a peruana em francês. O cantor Malcolm Roberts fez uma breve serenata as 7 finalistas e depois cantou a música "Love is a many-splendored thing". Alan B. Fairley subiu ao palco para apresentar os prêmios em nome de Meca e Eric Morley para anunciar o resultado em ordem inversa, enquanto as sete finalistas esperavam ansiosamente no backstage. Miss Peru estava se arrumando com um pequeno espelho de mão, mas ele caiu no chão e se quebrou. Mau presságio? 
O quinto lugar foi para a anfitriã, Jennifer Lewis do Reino Unido, que recebeu um prêmio de £100 libras esterlinas; o quarto lugar coube à Miss Israel Dalia Regev, com um cheque de £150 libras. Em terceiro lugar e vencedora de £250 libras, a guianense Shakira Baksh. Como vice-campeã e segunda colocada, a Miss Argentina, María del Carmen Sabaliuskas, ganhou um prêmio de 500 libras. Todas receberam troféus e coroas de prata. Nos bastidores continuaram as candidatas da Checoslováquia, Alemanha e Peru, que aguardavam ansiosamente o veredicto final.
E a Miss Mundo de 1967 foi a Miss Peru, Madeleine Hartog Bel, uma modelo fotográfica que gostava de música e de escrever poesia, com 1,80m de altura, olhos castanhos e cabelos castanhos escuros. No momento do anúncio oficial, a tcheca se retirou para lamentar desconsolada por sua derrota. Madeleine recebeu a faixa e deixou o palco incrédula, negando seu triunfo, algo inesperado demais para ela. Ela recebeu seu troféu de prata de Fairley. Então, a novíssima eleita sentou-se no trono real, enquanto um dos assistentes de produção, usando uma cartola preta, colocou a capa de arminho nos ombros dela enquanto Reita Faria a coroou. Reita pegou o troféu de prata e entregou o cetro a Madeleine que, em seguida, andou triunfante ao som da habitual marcha oficial do concurso.
Estima-se que 25 milhões de telespectadores, metade da população britânica, assistiram o evento na televisão. As finalistas da Guiana e Argentina, quase chorando, fugiram do palco imediatamente após as fotos oficiais. Ao sair para a celebração, Madeleine quase desmaiou de novo. Na festa da coroação, realizada em uma boate e não mais no Café de Paris como antes, Morley entregou os prêmios pelo sexto e sétimo lugar, Tchecoslováquia e Alemanha, que ganharam 50 e 25 libras, respectivamente.

### Campeã
Madeleine Antonia Hartog Bell nasceu em Camaná, Arequipa, em 12 de junho de 1946. Seu pai, Alfredo Hartog Granadino, um peruano de ascendência belga, possuía uma fazenda e era prefeito da cidade. Sua mãe era Henriette Bel Houghton pertencente a uma das famílias mais emblemáticas de Sullana. Madeleine era o caçula de sete irmãos. Quando criança, quase morreu afogada e foi resgatada por um morador. Depois de passar a infância em Camaná, seu pai a enviou para estudar em Lima. Estudou em escola de freiras, onde se formou como a melhor aluna. Mais tarde ela foi morar em Piura, onde trabalhou como secretária. Seus pais não permitiram que ela aceitasse uma bolsa para estudar direito no Havaí, nem permitiram que ela fosse modelo em Paris. Meses depois e já com 21 anos, ela pôde tomar decisões por conta própria e, em agosto de 1967, decidiu emigrar de barco para a França, onde serviu como modelo na Agence Dorian Leigh, a mais importante agência de modelos da cidade, onde aprendeu a falar francês.
Alguns meses depois, e graças a suas campanhas como modelo na cidade, ela foi reconhecida por Claude Berr, do concurso Miss Europa, que foi à embaixada do Peru entrar em contato com Madeleine e convencê-la a competir no Miss Mundo. Dias depois, a cônsul do Peru na França convidou formalmente Madeleine para participar do certame, e ela achou que seria uma boa ideia e que tiraria férias do seu trabalho árduo como modelo. Em Paris, ela teve que vender seu carro para pagar o custo das roupas e passagens aéreas para Londres. Durante o concurso, os organizadores pensaram que Madeleine usava uma peruca, um objeto que era proibido de acordo com as regras, mas, na realidade, era uma peruca porque ela tinha cabelo curto; no final, ela foi autorizada a usá-la. Como Miss Mundo, ela tinha muitos compromissos. No final de 1967, ela aceitou o convite para uma turnê com Bob Hope para fazer uma visita de cortesia às tropas americanas no Vietnã. Em janeiro, ela foi recebida com honras no Peru. Conheceu a Austrália e começou a estudar sociologia na Sorbonne. Lá, ela conheceu Achille Peretti, Presidente da Assembléia Nacional Francesa, com quem ela teve um relacionamento romântico. Ela também conheceu o bilionário Aristóteles Onassis, com quem jantou com o namorado no famoso restaurante parisiense Maxim's. Em 1970, ela decidiu que queria se tornar escritora e se dedicou ao jornalismo. Em julho de 1971, a People Magazine publicou que Madeleine estava esperando um filho e estava sentimentalmente ligada a um político peruano. O editor da revista, Enrique Escardó, foi condenado pelos crimes de difamação e seis meses de prisão.
Em 1975, seu pai morreu e ela voltou ao Peru. Em Lima, por razões de destino, conheceu o cidadão americano Harold "Harry" Arthur Davis, quinze anos mais velho que ela e logo depois, em 1976, casou-se com ele e se estabeleceu nos Estados Unidos, onde trabalhou como intérprete jurídica para várias empresas. Nos anos 80, adotou Christina Maria Davis, nascida no Chile em 1981, como filha. Em 1992, ela adquiriu a cidadania americana e começou a trabalhar em uma loja de perfumes. Em 1994, ela retornou brevemente ao Peru e foi presidente do júri no concurso Miss Peru daquele ano. Em dezembro de 2004, Madeleine não escondeu sua felicidade pelo triunfo de María Julia Mantilla, a segunda peruana eleita Miss Mundo: "Que prazer! É uma notícia maravilhosa... um motivo de grande satisfação para o país. O triunfo de Maju é bom, eu a vi na internet, ela é uma garota bonita e também uma garota do norte, então eu passo a coroa com orgulho e desejo a ela toda a sorte do mundo nesta nova etapa de sua vida...". Ela ficou viúva em 13 de junho de 2002 e atualmente vive em Stuart, Flórida, onde está longe do show business.

## Resultados

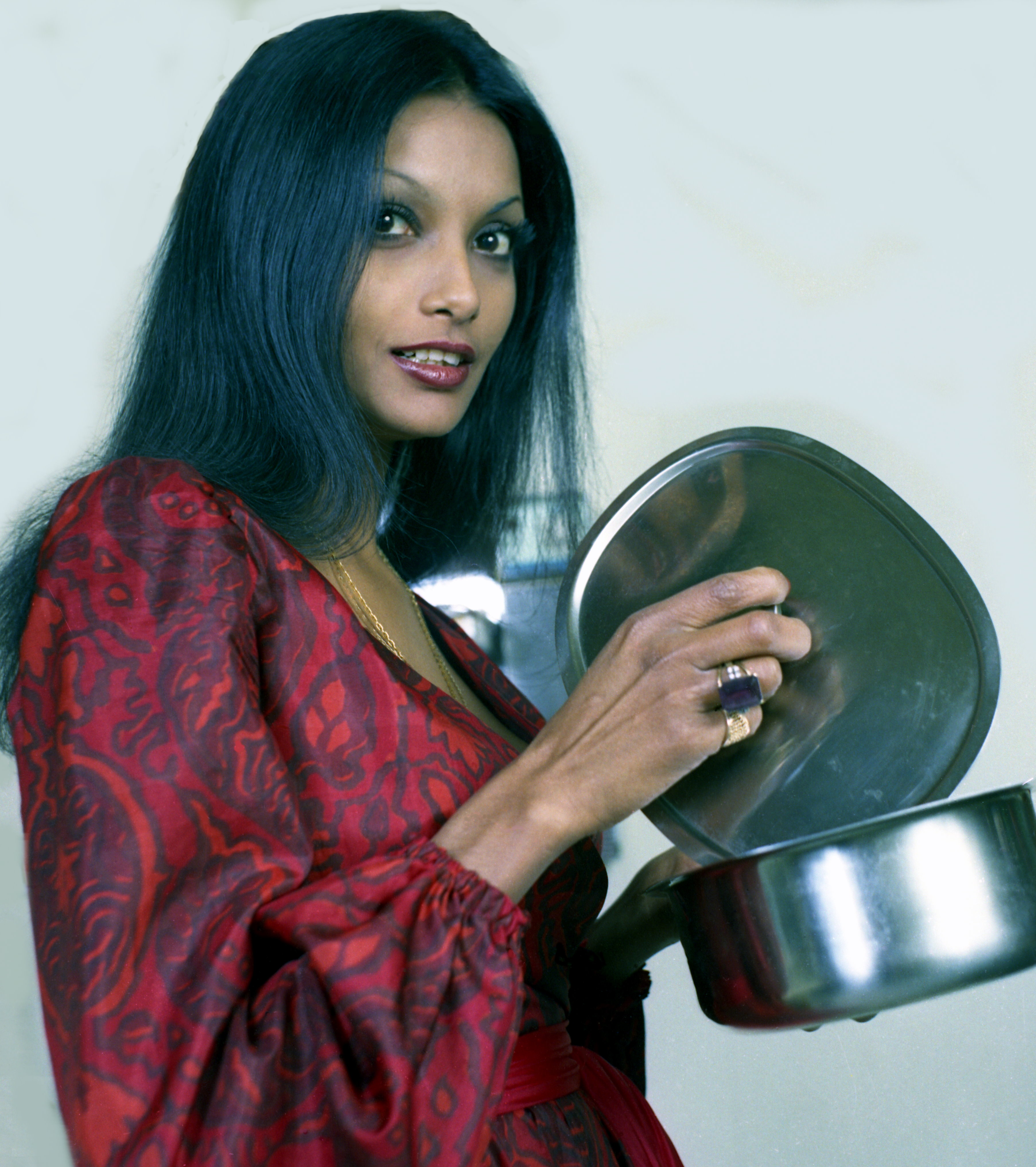
A terceira colocada do concurso deste ano, a modelo guianense Shakira Baksh, posteriormente Shakira Caine, esposa do ator Michael Caine.
| Posição                 | País e Candidata |
| Vencedora               | - Peru - Madeleine Hartog Bell |
| 2º. Lugar               | - Argentina - María Sabaliauskas |
| 3º. Lugar               | - Guiana - Shakira Baksh |
| 4º. Lugar               | - Israel - Dalia Regev |
| 5º. Lugar               | - Reino Unido - Jennifer Lewis |
| 6º. Lugar               | - Checoslováquia - Alzbeta Strkulová |
| 7º. Lugar               | - Alemanha - Ruth Köcher |
| (TOP 15) Semifinalistas | - África do Sul - Disa Duivestein - Canadá - Donna Barker - Chile - Margarita Gabell - Estados Unidos - Pamela Pall - França - Carole Noe - Gana - Araba Vroon - Itália - Tamara Baroni - Suécia - Eva Englander |

     Colocação não-oficial, revelada posteriormente ao final do evento.

## Jurados
Ajudaram a definir a campeã:
1. Maureen O'Hara, atriz e cantora;
2. Richard Boyle, 9º Conde de Shannon;
3. Lady Worrell, esposa do Senador Jamaicano Frank Worrell;
4. Pedro Patiño, secretário da embaixada do Paraguai no Reino Unido;
5. Ibrahim Adjie, embaixador da Indonésia no Reino Unido;
6. Princesa Elizabeth de Toro, Batebe do Reino de Toro;
7. Peter Dimmock, executivo da BBC;
8. Henry Thynn, 6º Marquês de Bath;
9. Richard Chamberlain, ator;

## Candidatas
Disputaram o título este ano:
| - África do Sul - Disa Duivestein - Alemanha - Ruth Köcher - Argentina - María del Carmen Sabaliauskas - Austrália - Judy Lockey - Áustria - Christl Bartu - Bélgica - Mauricette Sironval - Brasil - Wilza de Oliveira Rainato - Canadá - Donna Marie Barker - Ceilão - Therese Fernando - Checoslováquia - Alzbeta Strkulova - Chile - Margarita Verónica Téllez Gabell - Chipre - Lalla Michaelides - Coreia do Sul - Chong Young-hwa - Costa Rica - Marjorie Furniss Pacheco - Dinamarca - Sonja Jensen - Equador - Laura Elena Baquero Palacios - Estados Unidos - Pamela Valari Pall - Filipinas - Margarita Favis Gomez - Finlândia - Hedy Rännäri | - França - Carole Noe - Gâmbia - Janie Jack - Gana - Araba Martha Vroon - Gibraltar - Laura Bassadone - Grécia - Mimika Niavi - Guiana - Shakira Baksh - Holanda - Monica van Beelen - Honduras - Alba María Bobadilla Hohn - Irlanda - Gemma McNabb - Islândia - Hrefna Wigelund Steinthorsdóttir - Israel - Dalia Regev - Itália - Tamara Baroni - Iugoslávia - Aleksandra Mandić - Jamaica - Laurel Williams - Japão - Chikako Sotoyama - Líbano - Sonia Faris - Luxemburgo - Marie-Josée Mathgen - Malta - Mary Mifsud | - Marrocos - Naïma Benjelloun - México - Maria-Cristina Ortal - Nigéria - Roseline Yinka Balogun - Noruega - Vigdis Sollie - Nova Zelândia - Pamela McLeod - Panamá - Carlota Lozano - Peru - Madeleine Hartog Bell - Portugal - Teresa Amaro - Quênia - Zipporah Mbugua - Reino Unido - Jennifer Lynn Lewis - República Dominicana - Margarita Schott - Suécia - Eva Elisabet Englander - Suíça - Edith Fraefel - Tanzânia - Theresa Shayo - Tunísia - Rekaia Dekhil - Turquia - Nese Yazicigil - Uganda - Rosemary Salmon - Venezuela - Irene Böttger González |

## Histórico

### Substituição
- Ceilão - Seedevi Ragama ► Therese Fernando
- França - Jeanne Beck ► Carole Noe

### Desistências
- Aruba - Ankie Bruin
- Bolívia - Gloria Badrutt Landivar
- Guatemala - Maria Porras Rottman
- Hong Kong - Ma Jia-hui
- Espanha - Paquita Delgado Sanchez
- Índia - Naqi Jehan Ali
- Malásia - Rosenelly Abu Bakar
- Nicarágua - Alma Therese Benard Gamero
- Suriname - Licella Zuiverloon
- Trindade e Tobago - Pats Wilson